# Out from the Shadow
Out from the Shadow é um filme mudo de 1911 norte-americano em curta-metragem, do gênero drama, dirigido por D. W. Griffith e estrelado por Blanche Sweet.

## Elenco
- Blanche Sweet
- Edwin August
- Jeanie Macpherson
- Donald Crisp
- John T. Dillon
- Joseph Graybill
- Charles Hill Mailes
- Alfred Paget
- Marion Sunshine
- Charles West